# Jackie Coogan
John Leslie Coogan Jr. (Los Ángeles, 26 de octubre de 1914-Santa Mónica, 1 de marzo de 1984) fue un actor estadounidense que comenzó su carrera como actor infantil en el cine mudo.

## Hollywood

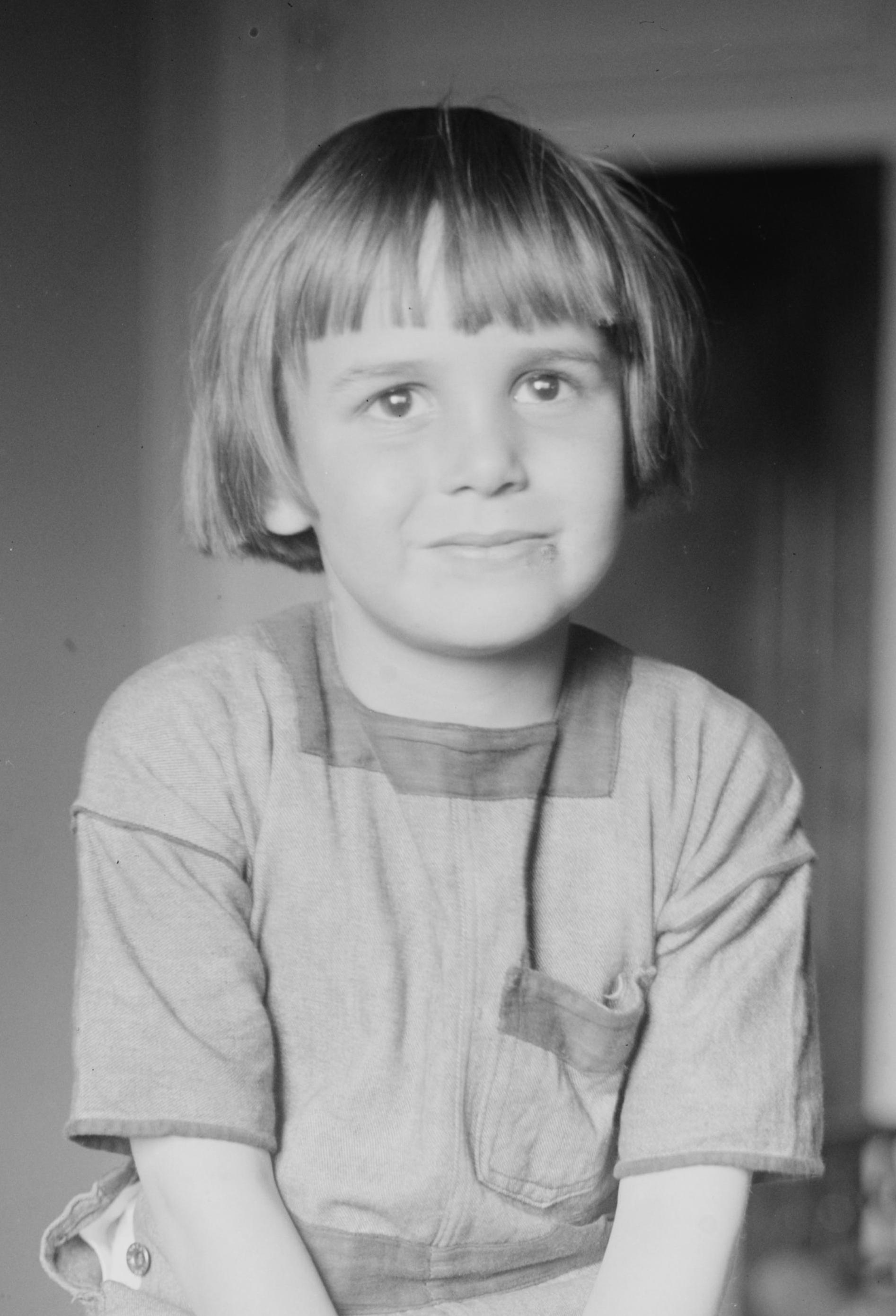
Coogan de niño (1921).

Coogan nació en Los Ángeles (California) y comenzó su carrera como actor a corta edad en vodevil y cine, con un papel no acreditado en la película de 1917 Skinner's Baby. Charles Chaplin lo descubrió en un vaudeville, haciendo el shimmy, un popular baile de la época, en el escenario. Su padre, Jack Coogan, Sr. era también un actor. Coogan asombró a Chaplin con sus mímicas y movimientos corporales. Como actor infantil, su película más exitosa fue junto con Charles Chaplin en The Kid (1921) y por su rol en Oliver Twist, de Frank Lloyd, el año siguiente. La escena en The Kid donde es apartado del vagabundo interpretado por Chaplin y arrojado a la parte trasera de un camión por los agentes del servicio social es una de las escenas más famosas del cine.
Fue una de las primeras estrellas en tener un gran número de mercancías como crema de cacahuetes, artículos de papelería, silbatos, muñecos y figuras. Incluso viajó internacionalmente y fue recibido por grandes multitudes. Muchos de sus primeros trabajos están perdidos o son invaluables. Coogan fue famoso por su aparición en The Kid, la cual fue bastante imitada, incluyendo al joven Scotty Beckett en las películas de Our Gang. Como actor infantil, Coogan ganó cerca de 4 millones de dólares de la época (más de 48 millones de dólares actuales), pero el dinero fue tomado por su madre y su padrastro. Los demandó en 1935, pero solo recibió 126 000 dólares. A raíz de esta injusticia nació en California la denominada Jackie Coogan Law, la cual protege mediante dos medidas a los niños prodigio para que no sean explotados. Al crecer, la popularidad de Coogan como actor decayó, aunque tuvo varios enredos amorosos con actrices, incluyendo un matrimonio de dos años con Betty Grable.

## Segunda Guerra Mundial
Coogan se alistó en el Ejército de los Estados Unidos en marzo de 1941. Después del ataque a Pearl Harbor, solicitó su pase al US Army Air Corps debido a su experiencia como piloto civil de planeadores. Después de graduarse en la escuela de planeadores, fue nombrado oficial de vuelo y se ofreció voluntariamente al 1st Air Commando Group. En diciembre de 1943, el grupo fue enviado a India. Voló junto con la tropa británica Chindits, a las órdenes del general Orde Wingate el 5 de marzo de 1944, aterrizando de noche en una pequeña jungla a 100 millas de las líneas japonesas en la campaña de Birmania.

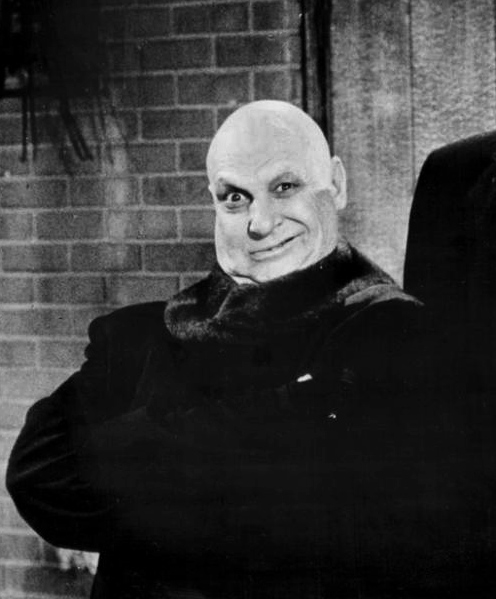
Jackie Coogan caracterizado como el Tío Fester (The Addams Family, 1966)

Después de la guerra, Coogan regresó a la actuación, apareciendo principalmente en la televisión. Su rol más importante en la televisión fue el de Uncle Fester (Tío Lucas en Hispanoamérica o Tío Fétido en España) en la serie de televisión The Addams Family.

## Vida familiar y descendientes
- Betty Grable: Se casaron el 20 de noviembre de 1937, se divorciaron el 11 de octubre de 1939.
- Flower Parry: Se casaron el 10 de agosto de 1941, se divorciaron el 29 de junio de 1943; tuvieron un hijo.
- Ann McCormack: Se casaron el 26 de diciembre de 1946, se divorciaron el 20 de septiembre de 1951; tuvieron una hija.
- Dorothy Lamphere: Se casaron en abril de 1952, el matrimonio duró hasta su muerte; tuvieron dos hijos.
- El actor Keith Coogan es nieto suyo.

## Muerte
Murió de una enfermedad cardíaca en 1984 a la edad de sesenta y nueve años. Fue enterrado en el cementerio de Holy Cross.